# Liste von Persönlichkeiten der Julius-Maximilians-Universität Würzburg
Folgende Liste von Persönlichkeiten der Julius-Maximilians-Universität Würzburg bietet einen nach Fächern gegliederten Überblick über Personen, die als Gelehrte, Studenten oder anderweitig mit der Julius-Maximilians-Universität Würzburg verbunden waren oder sind.

## Geisteswissenschaften

### Geschichte
- Wolfgang Altgeld – Historiker
- Hans-Peter Baum – Wirtschaftshistoriker
- Peter Baumgart – Historiker
- Hermann Bengtson – Althistoriker
- Harm-Hinrich Brandt – Historiker
- Heinrich Bulle – Archäologe
- Ignaz Denzinger – Historiker
- Karlheinz Dietz – Althistoriker
- Helmut Flachenecker – Historiker
- Max Hermann von Freeden – Kunsthistoriker
- Franz Fuchs – Historiker
- Martina Giese – Historikerin
- Dietmar Grypa – Historiker
- Peter Herde – Historiker
- Peter Hoeres – Historiker
- Hubertus Knabe – wissenschaftlicher Mitarbeiter
- Guido Knopp – Journalist, Publizist und Moderator
- Stefan Kummer – Kunsthistoriker
- Ernst Langlotz – Archäologe
- Hans Möbius – Archäologe
- Wolfgang Neugebauer – Historiker
- Stefan Petersen – Historiker
- August Schäffler – historische Hilfswissenschaften
- Rainer F. Schmidt – Historiker
- Erika Simon – Archäologin
- Ulrich Sinn – Archäologe
- Matthias Steinhart – Archäologe
- Matthias Stickler – Historiker
- Timo Stickler – Althistoriker
- Anuschka Tischer – Historikerin
- Ludwig von Urlichs – Archäologe
- Joseph Vogt – Althistoriker
- Irma Wehgartner – Archäologin
- Alfred Wendehorst – Historiker
- Günter Wegner – Prähistoriker
- Ulrich Wilcken – Althistoriker, Papyrologe
- Jorit Wintjes – Althistoriker
- Paul Wolters – Archäologe
- Walter Ziegler – Historiker
- Gerd Zimmermann – Historiker

### Philologie
- Rüdiger Ahrens – Anglist
- Rudolf Aitzetmüller – Slawist
- Peter-André Alt – Literaturwissenschaftler
- Thomas Baier – Altphilologe
- Theodor Berchem – Romanist, Rektor (1975–1976), Präsident (1976–2003)
- Ferdinand Blümm – Klassischer Philologe
- Wolfgang Brückner – Volkskundler und Germanist
- Peter Cersowsky – Germanist
- Christoph Daxelmüller – Volkskundler
- Trude Ehlert – Germanistin
- Othmar Frank – Indologe
- Julius Jolly – Indologe, Rektor (1909–1910)
- Adam Michael Veit Köl – Philosoph und Literaturhistoriker
- Winfried Kreutzer – Romanist
- Matthias von Lexer – Germanist und Lexikograph
- Ralph Pordzik – Anglist
- Friedrich Anton Reuß – Germanist
- Wolfgang Riedel – Germanist
- Sabine Schneider – Germanistin
- Hans Steininger – Sinologe
- Günter Vittmann – Ägyptologe
- Karl Vossler – Romanist
- Norbert Wagner – Germanist
- Nikolaus Wecklein – Altphilologe
- Werner Wegstein – Germanist und Computerphilologe
- Claudia Wiener – Altphilologin
- Gernot Wilhelm – Altorientalist
- Norbert Richard Wolf – Germanist
- Rudolf Zenker – Romanist

### Philosophie
- Werner Beierwaltes – Philosoph
- Bonavita Blank – Philosoph und Naturforscher
- Ernst Bloch – Marxistischer Philosoph
- Franz Brentano – Philosoph, Psychologe und Begründer der Aktpsychologie
- Nikolaus Burkhäuser – Jesuit und Philosoph, Lehrstuhlinhaber
- Johann Bartholomäus von Busch, Professor der Rechte in Heidelberg, Vizekanzler der Kurpfalz
- Johann Jacobs – Philosoph, Mathematiker und Meteorologe
- Georg Michael Klein – Philosoph
- Karl-Heinz Lembeck – Philosoph
- Ernst Haeckel – Philosoph und Zoologe, machte Charles Darwin in Deutschland bekannt
- Heinrich Rombach – Philosoph
- Kolumban Rösser – Philosoph
- Alfred Schöpf – Philosoph und Psychoanalytiker
- Friedrich Wilhelm Joseph Schelling – Philosoph (Deutscher Idealismus)
- Leon Thorn – Rabbiner, Philosoph und Autor (Promotion 1935)
- Johannes Volkelt – Philosoph

### Pädagogik
- Winfried Böhm – Pädagoge
- Walter Eykmann – Pädagoge und Politiker
- Margarete Götz – Pädagogin, Professorin und Vizepräsidentin

## Medizin

### Anatomie
- Detlev Drenckhahn – Anatom
- Karl Friedrich von Heusinger – Anatom, Physiologe und Dozent für Medizingeschichte
- Albert von Koelliker – Anatom und Physiologe
- Mihály von Lenhossék – Anatom
- Theodor Heinrich Schiebler – Anatom
- Philipp Stöhr – Anatom, Dekan und Rektor
- Rudolf Virchow – Anatom, Pathologe, Hygieniker
- Jens Waschke – Anatom

### Biochemie
- Katja Becker – Ärztin, Biochemikerin, Ernährungswissenschaftlerin
- Caroline Kisker – Biochemikerin

### Biomedizin
- Heike Walles – Biologin

### Chirurgie
- Rainer Arbogast – Chirurg
- Karl Heinrich Bauer – Chirurg, Krebsforscher und Rassenhygieniker
- Hermann Joseph Brünninghausen – Chirurg, Geburtshelfer sowie Generalstabsarzt
- Johann Ferdinand Heyfelder – Medizinstudent, später Chirurg und Anästhesiepionier
- Michael Jäger – Chirurg
- Adolph Morawek (1816–1855) – Chirurg
- Ferdinand Riedinger – Chirurg
- Johann Bartholomäus von Siebold – Chirurg und Anatom
- Carl Caspar von Siebold – Anatom, Chirurg und Geburtshelfer sowie Dekan der Medizinischen Fakultät
- Cajetan von Textor – Chirurg
- Werner Wachsmuth – Chirurg

### Dermatologie
- Karl Vohwinkel – Dermatologe

### Geschichte der Medizin
- Georg Sticker – Internist und Medizinhistoriker
- Robert Herrlinger – Anatom und Medizinhistoriker
- Gundolf Keil – Germanist und Medizinhistoriker
- Werner E. Gerabek – Medizinhistoriker und Germanist
- Johannes Gottfried Mayer – Medizinhistoriker und Literaturwissenschaftler
- Michael Stolberg – Medizinhistoriker

### GynäkologieundGeburtshilfe
- Johann Joachim Petz – Allgemeinmediziner und Geburtshelfer
- Karl Heinrich Wulf – Gynäkologe
- Johann Peter Weidmann – Anatom, Chirurg und Geburtshelfer

### Hals-Nasen-Ohren-Heilkunde
- Max Meyer – Direktor der HNO-Klinik
- Horst Ludwig Wullstein – Arzt für Hals-, Nasen- und Ohrenerkrankungen, Klinikdirektor und Hochschullehrer
- Hans-Peter Zenner – Oto-Rhino-Laryngologe

### HämatologieundOnkologie
- Ralf Bargou – Hämatologe und Onkologe
- Klaus Wilms – Hämatologe und Onkologe

### Infektiologie
- Andrew Ullmann – Professor für Infektiologie, Facharzt für Innere Medizin u. Hämatologie

### Innere Medizin
- Bruno Allolio – Internist an der Medizinischen Klinik
- Dietrich Gerhardt – Internist und Dekan der Medizinischen Fakultät[1]
- E. Grafe – Direktor der Medizinischen und Nervenklinik
- Kurt Kochsiek – Internist an der Medizinischen Klinik
- Franz Heinrich Meinolph Wilhelm – Mediziner und Hochschullehrer am Juliusspital
- Ernst Wollheim – Internist an der Medizinischen Klinik

### Kinderheilkunde
- Hans Rietschel – Kinderarzt, Ordinarius und Direktor der Universitäts-Kinderklinik

### PsychiatrieundNeurologie
- Alois Alzheimer – Psychiater und Neuropathologe (Alzheimer-Krankheit)
- Melchior Josef Bandorf – Psychiater, Student
- Hans Berger – Psychiater und Neurologe, entwickelte die Elektroenzephalografie
- Hoimar von Ditfurth – Psychiater und Neurologe, Oberarzt und außerordentlicher Professor
- Emil Kraepelin – Psychiater, klassifizierte psychische Störungen
- Carl Friedrich von Marcus – Internist und Pathologe, Gründer einer psychiatrischen Klinik
- Gerhardt Nissen – Kinder- und Jugendpsychiater
- Konrad Rieger – Psychiater
- Hans Sattes – Psychiater und Neurologe, Professor für Forensische Psychiatrie

### Medizinische Psychologie
- Hermann Lang – Psychiater und Psychoanalytiker (Strukturalistische Psychoanalyse)
- Dieter Wyss – Psychiater, Psychotherapeut und Schriftsteller

### Pathologie
- Hans-Werner Altmann – Pathologe
- Heinrich von Bamberger – Pathologe
- Otto Carl Hermann Beckmann – Medizinstudent und Prosektor der Zootomie in Würzburg, Professor für Pathologie in Göttingen
- Eugen Kirch, Pathologe
- Karl Landsteiner – Pathologe, Nobelpreisträger 1930
- Adam Bernhard Mohr – Pathologe bzw. Pathologischer Anatom, Würzburgs erster Ordinarius für Pathologie
- Rudolf Virchow – Anatom und Pathologe

### PharmakologieundToxikologie
- Heinrich von Breslau – 1851, Pharmakologe, Leibarzt des Königs von Bayern, promovierte 1808 in Würzburg
- Martin Lohse – Pharmakologe
- Johann Georg Pickel – Pharmakologe
- Michael Joseph Rossbach – Pharmakologe
- Wolfgang Wirth – Toxikologe

### Physiologie
- Dankwart Ackermann – Physiologe, Chemiker
- Erich Bauereisen – Physiologe, Gynäkologe
- Thomas Lovell Beddoes – Arzt, Physiologe und Poet
- Theodor Schwann – Physiologe (Schwann-Zelle)
- Stefan Silbernagl – Physiologe

### Virologie
- Harald zur Hausen – Arzt, Nobelpreisträger 2008

### Zahnmedizin
- Fritz Bramstedt – Chemiker; Experimentelle Zahnheilkunde
- Wolfgang Büttner – Zahnmediziner
- Rudolf Naujoks – Zahnmediziner
- Hermann Wolf – Zahnmediziner

### Sonstige
- Franz Anton von Balling – Balneologe
- Johann Beringer
- Carl Gustav Bernoulli – Schweizer Arzt, Botaniker, Apotheker, Forschungsreisender und Archäologe
- Tiemo Grimm – Humangenetiker
- Margarete Räntsch – Ärztin, erste Dissertation einer Frau an der Uni Würzburg (1907)
- Johann Alois Minnich – Balneologe
- Anton Ruland – Bibliothekar und Landtagsabgeordneter
- Ludwig Schmidt – Assistent am Hygienischen Institut, später Professor und Direktor des Instituts für Vererbungswissenschaft und Rasseforschung
- Philipp Franz von Siebold – Arzt, Ethnologe, Botaniker und Sammler
- Robert Ritter von Welz (1814–1878), Professor der Zahn- und Augenmedizin, erster Professor für Augenheilkunde

## Naturwissenschaften und Mathematik

### Biologie
- Roland Benz – Biophysiker, Elektrophysiologe
- Alexander Borst – Direktor am Max-Planck-Institut für Neurobiologie
- Theodor Boveri – vergleichender Anatom (Zoologe)
- Antonio Brack Egg – Biologe, Peruanischer Umweltminister 2008–2011
- Maria Ehrenberg – Botanikerin
- Martin Heisenberg – Neurobiologe, Genetiker
- Karl Heinrich Koch – Botaniker
- Werner J. Kloft – Zoologe, Promotion und Habilitation in Würzburg, Ordinarius in Bonn
- Martin Lindauer – Zoologe, Bienen- und Verhaltensforscher
- Julius Sachs – Botaniker
- Hans Spemann – Zoologe, Entwicklungsphysiologe, Nobelpreisträger 1935
- Leopold von Ubisch – Zoologe
- Theodor A. Wohlfahrt – Zoologe, Lepidopterologe
- Ulrich Zimmermann – Biotechnologe

### Chemie
- Svante Arrhenius – Chemiker, Physiker, Nobelpreisträger 1903
- Peter Bäuerle – Chemiker
- Hugo Bamberger – Chemiker, Unternehmer, Firmengründer
- Holger Braunschweig – Chemiker
- Gerhard Bringmann – Chemiker
- Reinhard Brückner – Chemiker
- Eduard Buchner – Chemiker, Nobelpreisträger 1907
- Rolf Claessen – Chemiker, Patentanwalt
- Otto Dimroth – Chemiker
- Bruno Emmert – Chemiker
- Emil Fischer – Chemiker, Nobelpreisträger 1902
- Franz Gottwalt Fischer – Chemiker
- Hans von Halban – Chemiker
- Arthur Hantzsch – Chemiker
- Claudia Höbartner – Chemikerin
- Siegfried Hünig – Chemiker
- Martin Kaupp – Chemiker
- Wolfgang Malisch – Chemiker
- Wilhelm Manchot – Chemiker
- Hartmut Michel – Biochemiker, Nobelpreisträger 1988
- Walther Nernst – Chemiker, Physiker, Nobelpreisträger 1920
- Udo Radius – Chemiker
- Alfred Roedig – Chemiker
- Hubert Schmidbaur – Chemiker
- Max Schmidt – Chemiker
- Ulrich Schubert – Chemiker
- Jürgen Seibel – Chemiker
- Adolph Strecker – Chemiker
- Reinhold Tacke – Chemiker
- Julius Tafel – Chemiker
- Fritz Vögtle – Chemiker
- Johannes Wislicenus – Chemiker
- Helmut Werner – Chemiker
- Karl Lothar Wolf – Chemiker
- Frank Würthner – Chemiker

### Geowissenschaften
- Roland Baumhauer – Geograph
- Detlef Busche – Geograph
- Peter Carls – Paläontologe
- Rüdiger Glaser – Geograph
- Barbara Hahn – Geographin
- Willi Lindemann – Kristallograph
- Martin Okrusch – Mineraloge
- Heiko Paeth – Geograph
- Barbara Sponholz – Geographin
- Herbert Voßmerbäumer – Geologe
- Horst-Günter Wagner – Geograph
- Ludwig Walrad Medicus – Hochschullehrer für Forst- und Landwirtschaft

### Mathematik
- Stephan Ruscheweyh – Mathematiker
- Werner Uhlmann – Mathematiker, Rektor (1969–1971)
- Otto Volk – Mathematiker, Astronom
- Aurel Voss – Mathematiker, Präsident der Deutschen Mathematiker-Vereinigung
- Eduard von Weber – Mathematiker
- Hans-Georg Weigand – Mathematikdidaktiker
- Johann Zahn – Mathematiker, Optiker, Philosoph

### Pharmazie
- Hugo Bamberger – Apotheker, Chemiker, Unternehmer, Fabrikant
- Karlheinz Bartels – Apotheker, Pharmaziehistoriker
- Anton Müller – Student der Arzneikunde, später erster Irrenarzt am Juliusspital

### Physik
- Matthias Bode – Physiker
- Ferdinand Braun – Physiker, Nobelpreisträger 1909
- Edna Carter – Physikerin
- Rolf Ebert – Physiker
- Alfred Forchel – Physiker, Präsident (2009–2021)
- Axel Haase – Biophysiker, Präsident (2003–2009)
- Manuel Hobiger – Seismologe
- Klaus von Klitzing – Physiker, Nobelpreisträger 1985
- Friedrich Kohlrausch – Physiker
- Max von Laue – Physiker, Nobelpreisträger 1914
- Wilhelm Conrad Röntgen – Physiker, Nobelpreisträger 1901
- Max Scheer – Physiker, Universitätsrektor, 1926
- Johannes Stark – Physiker, Nobelpreisträger 1919
- Eberhard Umbach – Physiker
- Wilhelm Wien – Physiker, Nobelpreisträger 1911

## Psychologie
- Narziß Ach – Psychologe der Würzburger Schule
- Karl Bühler – Denk- und Sprachpsychologe und Sprachtheoretiker
- Kurt Koffka – Psychologe, Mitbegründer der Gestaltpsychologie
- Oswald Külpe – Begründer der Würzburger Schule der Denkpsychologie
- Hans-Joachim Kornadt – Psychologe, Erziehungswissenschaftler
- Karl Marbe – Psychologe der Würzburger Schule
- Paul Pauli – Psychologe und Universitätspräsident (seit 2021)
- Wolfgang Schneider – Pädagogischer Psychologe
- Charles Spearman – Psychologe (Zweifaktorentheorie der Intelligenz, Klassische Testtheorie)
- Christian Stöcker – Journalist und Autor
- Fritz Strack – Sozialpsychologe (u. a. Facial-Feedback-Hypothese)
- Carl Stumpf – Philosoph, Psychologe und Musikforscher
- Max Wertheimer – Psychologe, Mitbegründer der Gestaltpsychologie

## Rechtswissenschaften
- Thomas Bach – Jurist, Sportfunktionär, Olympiasieger, 9. IOC-Präsident, von 1973 bis 1979 Studium der Rechts- und Politikwissenschaften
- Winfried Bausback – Jurist, MdBL (seit 2008)
- Erich Berneker – Rechtshistoriker
- Dieter Blumenwitz – Staats- und Völkerrechtler
- Hugo Böhlau – Rechtswissenschaftler
- Eduard Brücklmeier – Jurist und Diplomat, Widerstandskämpfer
- Johann Nepomuk Buchinger – Jurist, Reichsarchivrat, lehrte Staats- und Völkerrecht
- Felix Dahn – Rechtswissenschaftler, Schriftsteller und Historiker
- Eduard Deisenhofer – Jurist und SS-Oberführer
- Thomas Fischer – Jurist und Vorsitzender Richter am 2. Strafsenat des Bundesgerichtshofes
- Johann Philipp von Gregel – Professor des Kirchenrechts
- Franz Joseph Häcker – Jurist und Politiker
- Salomon Haenle – aus Heidingsfeld stammender Jurist, Leiter der Neuen Würzburger Zeitung und Anwalt in Ansbach, Mitbegründer des Deutschen Anwaltsvereins[2]
- Heinrich Hartung – Landrat
- Friedrich August von der Heydte – Jurist, Offizier und Politiker
- Eric Hilgendorf – Rechtswissenschaftler
- Gallus Aloys Kaspar Kleinschrod – Strafrechtler
- Elisabeth Keimer – Malerin
- Matthias Knauff – Rechtswissenschaftler, Hochschullehrer und Richter
- Johann Jacob Lang – Professor des Römischen Rechts
- Karl Liebknecht – Marxist und Antimilitarist
- Friedrich Merzbacher – Rechtswissenschaftler und Direktor des Instituts für Deutsche und Bayerische Rechtsgeschichte
- Wilhelm Neuß – Jurist und Kommunalpolitiker
- Wolfgang Pfister – Jurist und Richter am Bundesgerichtshof
- August von Platen-Hallermünde – Dichter
- Eberhard Reichert – Jurist und Kommunalpolitiker
- Wilfried Schaumann – Jurist, Ordinarius in Würzburg von 1961 bis 1970[3]
- Hanns Seidel – Jurist und Politiker (CSU), Bayerischer Ministerpräsident 1957–1960
- Alois Steinhauser – Schweizer Jurist und Politiker
- Theo Waigel – Politiker (CSU), Bundesminister der Finanzen 1989–1998 und CSU-Vorsitzender 1988–1999.
- Christoph Weber – Jurist
- Dietmar Willoweit – Rechtswissenschaftler, Rechtshistoriker
- Ernst Wolgast – Staats- und Völkerrechtler
- Michael Wollenschläger – Arbeits- und Sozialrechtler
- Peter Frank – Jurist und Generalbundesanwalt (seit 2015)
- Gabriel Morhart – Jurist, unter anderem Bezirksamtmann, Staatsanwalt und Regierungspräsident
- Herbert Trimbach – Vorsitzender Richter am Oberlandesgericht, Ministerialdirigent, Kommunalpolitiker

## Sozialwissenschaften

### Politikwissenschaft
- Jean-Marc Ayrault – Premierminister Frankreich
- Dirk Freudenberg – Sozialwissenschaftler und Sicherheitsexperte an der BABZ
- Gisela Müller-Brandeck-Bocquet – Politikwissenschaftlerin
- Arno Waschkuhn – Politikwissenschaftler
- Paul-Ludwig Weinacht – Politikwissenschaftler

### Soziologie
- Theodor Geiger – Soziologe (Schichtungssoziologie)
- Lothar Bossle – Soziologe und Politikberater

### Wirtschaftswissenschaft
- Ulli Arnold – Betriebswirtschaftler
- Karl Banse – Wirtschaftswissenschaftler
- Norbert Berthold – Volkswirtschaftler
- Peter Bofinger – Volkswirtschaftler, Ökonom, Wirtschaftsweiser
- Peter Philipp Geier – Ökonom
- Carl Walter Meyer – Betriebswirtschaftler und Lehrstuhlinhaber
- Karl Umpfenbach – Volkswirtschaftler
- Ekkehard Wenger – Wirtschaftswissenschaftler

### Sportwissenschaft
- Harald Lange – Sportwissenschaftler

## Theologie

### Evangelische Theologie
- Christoph David Anton Martini – Theologe
- Heinrich Eberhard Gottlob Paulus – Theologe
- Hieronymus Praetorius – lutherischer Geistlicher und Theologe
- Friedrich Immanuel Niethammer – Philosoph und Theologe

### Katholische Theologie
- Friedrich Philipp von Abert – Theologe, Erzbischof von Bamberg
- Berthold Altaner – Kirchenhistoriker
- Bonaventura Andres – Theologe, Philologe, Pädagoge
- Johann Baptist Andres – Theologe, Historiker, Philosoph, Kirchenrechtler
- Johann Baptist Aufhauser – Theologe
- Martin Becanus – Theologe, Philosoph
- Hermenegild Maria Biedermann – Theologe
- Andreas Bigelmair – Theologe
- Eugen Biser – Theologe, Religionsphilosoph
- Philipp Braun – Geistlicher, Theologe und Kirchenrechtler, Generalvikar des Bistums Würzburg
- Wilhelm Deinhardt – Kirchenhistoriker, Theologe
- Friedrich Dessauer – Physiker, Ehrendoktorat 1952
- Dieter Michael Feineis – Theologe, Kirchenhistoriker
- Franz Gillmann – Theologe, Kirchenrechtler
- Leonhard Grebner – Theologe, Professor für Theologie und hebräische Sprache
- Balthasar Hager – Jesuit und Kontroverstheologe
- Jacob Hardmann – Jesuit, Philosoph, Theologe und Hochschullehrer, Professor der Theologie
- Thomas Holtzclau – Theologe, Professor für Dogmatik und Exegese, Mitverfasser der Theologia Wirceburgensis
- Heinrich Kilber – Theologe, Professor für Dogmatik und Exegese, Mitverfasser der Theologia Wirceburgensis
- Hans-Josef Klauck – Neutestamentler
- Joseph Kleiner – Kirchenrechtler und Theologe
- Philipp Kneib – Theologe, Professor für Moraltheologie
- Ulrich Munier – Theologe, Professor für Dogmatik, Mitverfasser der Theologia Wirceburgensis
- Ignaz Neubauer – Theologe, Professor für Dogmatik, Moral und Exegese, Mitverfasser der Theologia Wirceburgensis
- Anton Joseph Roßhirt – Theologe, Professor für Moraltheologie
- Rudolf Schnackenburg – Neutestamentler
- Peter Schegg – Theologe, Professor für Exegese an der Universität
- Herman Schell – Theologie und Philosoph
- Andreas Schellhorn – Theologe, Sprachwissenschaftler und Politiker
- Josef Schreiner – Alttestamentler und Rektor der Universität Würzburg (1973–75)
- Anton von Scholz – Alttestamentler und Rektor der Universität Würzburg (1879–80 und 1892–93)
- Elisabeth Schüssler Fiorenza – Theologin
- Johann Baptist Schwab (1811–1872) – Theologe, Prediger, Professor des Kirchenrechts und der Kirchengeschichte[4]
- Peter Thyraeus – Theologe, Kontroverstheologe
- Franz Xaver Widenhofer –, Jesuit, Theologe, Professor, Begründer der Wissenschaft vom Alten Testament in Würzburg
- Michael Wecklein – Theologe, Bibliothekar, Kanonikus
- Günter Wegner – Kirchenhistoriker
- Georg Wunderle – Theologe und Religionsphilosoph
- Johannes Zellinger – Theologe
- Rolf Zerfaß – Theologe
- Hans-Georg Ziebertz – Religionspädagoge
- Joseph Ziegler – Alttestamentler und Rektor der Universität Würzburg (1961–62)
- Nikolaus Zillich – Theologe, Professor für Exegese und hebräische Sprache

## Alumni und Studenten
- Hans Benirschke – Journalist
- Erich Braun – Mediziner
- Hans Dietrich – Lehrer
- Saad Kassis-Mohamed – Unternehmer, Investor und Philanthrop
- Vince Ebert – Physiker, Kabarettist
- Zita Funkenhauser – Florettfechterin
- Joseph Goebbels – Reichsminister für Volksaufklärung und Propaganda
- Jan Haft – Dokumentarfilmer
- Kilian Heller – Abt
- Georg Heym – Dichter
- Otmar Issing – Volkswirtschaftler, Wirtschaftsweiser, Chefökonom der EZB
- Edgar Julius Jung – Rechtsanwalt, Politiker und Publizist
- Leo Kirch – Medienunternehmer
- Georg Michael Klein – Philologe, Philosoph und Hochschullehrer
- Spiridon Miliarakis – Botaniker
- Urban Priol – Kabarettist
- Richard Rogler – Kabarettist
- Curt Schimmelbusch – Chirurg